# Nelly Wagenaar
Nelly Steuer-Wagenaar (Utrecht, 27 november 1898 – Laren (NH), 24 december 1985) was een Nederlands pianiste en pianopedagoge.

## Loopbaan
Nelly Wagenaar was de dochter van de componist Johan Wagenaar (1862-1941). Zij studeerde aan de Utrechtse muziekschool van Toonkunst (voorloper van het huidige Utrechts Conservatorium) bij Lucie Veerman-Bekker en bij haar vader. In 1922-23 voltooide ze haar studies in Berlijn bij Artur Schnabel. Na enige tijd in Rotterdam gewerkt te hebben als pianopedagoge, was ze van 1927 tot 1967 als hoofdlerares verbonden aan het Amsterdams Conservatorium. Als soliste trad ze op met orkest en in recitals.
Tot de leerlingen van Nelly Wagenaar behoren Elisabeth Everts, Hans Dercksen, Rudolf Jansen, Piet van Egmond, Majoie Hajary, Trudelies Leonhardt, Magda Evertse en Marjo Tal.
Wagenaar overleed eind 1985 op 87-jarige leeftijd in het Rosa Spier Huis in Laren (NH) en werd op 28 december 1985 op begraafplaats Westerveld in Driehuis begraven.